# Lizabeth Scott
Lizabeth Scott, geboren als Emma Matzo (Scranton (Pennsylvania), 29 september 1922 – Los Angeles, 31 januari 2015) was een Amerikaans actrice.

## Carrière
Scott's carrière begon in 1942, toen ze de understudy van Tallulah Bankhead werd in het toneelstuk The Skin of Our Teeth. Ze kreeg echter nooit de kans in te vallen voor Bankhead. Toen Miriam Hopkins Bankhead verving, nam Scott ontslag en werd een model. Toen de vervanger van Hopkins, Gladys George, ziek werd, werd Scott gebeld om haar te vervangen. Ze deed dit en kreeg op 20-jarige leeftijd lof van de critici.
Toen Scott niet veel later bij de Stork Club was, vroeg producent Hal B. Wallis wie ze was, niet op de hoogte zijnde dat er al een interview met haar geregeld was. Toen de actrice naar huis ging, ontving ze een telegram waarin stond dat ze de hoofdrol in het toneelstuk aangeboden kreeg.
Nadat ze de artiestennaam aannam en nu dagelijks te zien was op Broadway, werden er foto's van haar geplaatst in het Harper's Bazaar tijdschrift. Deze foto's werden opgemerkt, waarna Scott werd aangenomen als een model bij een agent. Niet veel later kreeg ze een screentest bij Warner Brothers. Ondanks het feit dat de test niet goed verliep, zag Hal Wallis potentie in haar en naam haar aan bij Paramount Pictures. Haar filmdebuut kwam in 1945, toen ze te zien was in You Came Along.
Om de actrice te karakteriseren, gaf Paramount haar de bijnaam "The Threat". Scott werd al snel een rivale van Lauren Bacall en Veronica Lake toen ze gespecialiseerd raakte in het film noir genre. Haar eerste film noir werd The Strange Love of Martha Ivers (1946), waarin ze tegenover Barbara Stanwyck en Van Heflin te zien was. In 1947 was ze voor het eerst als een femme fatale te zien in Dead Reckoning, waarin ze tegenover Humphrey Bogart speelde. Nadat ze al bijna 5 jaar lang bekendstond als "Lizabeth Scott", veranderde ze haar naam in 1949 legaal daarnaartoe.

## Schandaal
Scott trouwde nooit en kreeg ook nooit kinderen. Hierdoor ontstonden er geruchten over haar geaardheid. Nadat dit gerucht ter sprake werd gebracht in de Confidential Magazine, klaagde Scott in 1955 dit blad aan.
Nadat ze tegenover Elvis Presley in Loving You (1957) te zien was, stopte ze uiteindelijk met acteren. In haar latere jaren deed ze nog televisiewerk. In 1972 kwam ze nog eenmalig terug, toen ze tegenover Mickey Rooney en Michael Caine te zien was in Pulp.

## Overleden
Ze overleed op 92-jarige leeftijd in het Cedars-Sinai ziekenhuis in Los Angeles.

## Filmografie
- 1945 · You Came Along - Ivy Hotchkiss
- 1946 · The Strange Love of Martha Ivers - Antonia 'Toni' Marachek
- 1947 · Dead Reckoning - 'Dusty' Chandler
- 1947 · Desert Fury - Paula Haller
- 1948 · I Walk Alone - Kay Lawrence
- 1948 · Pitfall - Mona Stevens
- 1949 · Too Late for Tears - Jane Palmer
- 1949 · Easy Living - Liza Wilson
- 1950 · Paid in Full - Jane Langley
- 1950 · Dark City - Fran Garland
- 1951 · The Company She Keeps - Joan Wilburn
- 1951 · Two of a Kind - Brandy Kirby
- 1951 · Red Mountain - Chris
- 1951 · The Racket - Irene Hayes
- 1952 · Stolen Face - Alice Brent/Lily Conover
- 1953 · Scared Stiff - Mary Carroll
- 1953 · Bad for Each Other - Helen Curtis
- 1954 · Silver Lode - Rose Evans
- 1957 · The Weapon - Elsa Jenner
- 1957 · Loving You - Glenda Markle
- 1972 · Pulp - Princess Betty Cippola

- Bibsys: 3053203
- Biblioteca Nacional de España: XX1108163
- Bibliothèque nationale de France: cb14225686w (data)
- Catàleg d'autoritats de noms i títols de Catalunya: 981058612650206706
- Gemeinsame Normdatei: 1060866382
- International Standard Name Identifier: 0000 0001 2281 5540
- Library of Congress Control Number: n78050717
- MusicBrainz: becc5db3-64b3-4d38-aa5d-091c793a6de3
- Nationale Bibliotheek van Tsjechië: xx0179022
- Nederlandse Thesaurus van Auteursnamen: 074641689
- Système universitaire de documentation: 139273859
- Trove: 1024571
- Virtual International Authority File: 70187696
- WorldCat: E39PBJmHP8jhK4V46R7mXt8Hmd